# Liste der Mitglieder der Provisorischen Länderkammer der DDR
Diese Liste gibt einen Überblick über alle Mitglieder der Provisorischen Länderkammer der DDR  (1949-1950). 

Die Provisorische Länderkammer der DDR konstituierte sich am 11. Oktober 1949 in Berlin. Sie wurde am 9. November 1950 offiziell in Länderkammer der DDR umbenannt. 

## Zusammensetzung nach Fraktionen
| Fraktion | Sitze der DDR-Vertreter | Sitze der Berliner Vertreter | Sitze gesamt |
| -------- | ----------------------- | ---------------------------- | ------------ |
| SED      | 17                      | 2                            | 19           |
| CDU      | 7                       | 1                            | 8            |
| LDPD     | 9                       | 1                            | 10           |
| VdgB     | 1                       | -                            | 1            |
| NDPD     | -                       | 1                            | 1            |
| FDGB     | -                       | 1                            | 1            |
| SDA      | -                       | 1                            | 1            |
| gesamt   | 34                      | 7                            | 41           |

## Zusammensetzung nach Ländern
| Land                         | Sitze |
| ---------------------------- | ----- |
| Mecklenburg                  | 4     |
| Brandenburg                  | 5     |
| Sachsen-Anhalt               | 8     |
| Sachsen                      | 11    |
| Thüringen                    | 6     |
| gesamt                       | 34    |
| Berlin mit beratender Stimme | 7     |

## Präsidium
- Präsident der Länderkammer
 Reinhold Lobedanz (CDU)
- Stellvertreter des Präsidenten
Otto Buchwitz (SED)
Kurt Schwarze (LDPD)
- Beisitzer im Präsidium
Robert Neddermeyer (VdgB)
Olga Körner (SED)

## Abgeordnete
| Name                       | Fraktion | Land           | Funktion | Anmerkungen |
| -------------------------- | -------- | -------------- | --- | --- |
| Luise Bäuml                | SED      | Sachsen        | MdL Sachsen, FDJ-Funktionärin                                                                                       | |
| Erich Besser               | SED      | Sachsen-Anhalt | MdL Sachsen-Anhalt                                                                                                  | im Frühjahr 1950 Parteiausschluß wegen Trotzkismusvorwurf, am 10. Juni 1950 verhaftet                                    |
| Elli Brandt                | SED      | Sachsen-Anhalt | | |
| Fritz Brauer               | CDU      | Brandenburg    | MdL Brandenburg, MdPV, Beisitzer im CDU-Hauptvorstand                                                               | am 28. April 1950 vom Landtag Brandenburg nachgewählt für den Abg. Schleusener                                           |
| Fritz Buchwald             | SED      | Sachsen        | MdL Sachsen, FDGB-Funktionär                                                                                        | |
| Otto Buchwitz              | SED      | Sachsen        | Präsident des Sächsischen Landtages, Alterspräsident der Provis. Volkskammer, Mitglied des Parteivorstandes der SED | |
| Elfriede Dierlamm          | LDPD     | Sachsen        | MdL Sachsen | im Frühjahr 1950 Parteiausschluß, daraufhin Flucht nach Westdeutschland                                                  |
| Wilhelm Döring             | LDPD     | Thüringen      | MdL Thüringen, stellvertr. LDPD-Landesvorsitzender                                                                  | |
| Friedrich Ebert            | SED      | Berlin         | MdL Brandenburg, Oberbürgermeister von Ostberlin, MdPV, Politbüromitglied                                           | |
| Helmut Enke                | CDU      | Sachsen-Anhalt | | am 17. Mai 1950 als Nachfolger des Abg. Warnke vorgestellt                                                               |
| Richard Eyermann           | SED      | Thüringen      | MdL Thüringen | |
| Friedrich Fellenberg       | SED      | Mecklenburg    | MdL Mecklenburg, Mitglied im SED-Landesvorstand                                                                     | |
| August Frölich             | SED      | Thüringen      | Präsident des Thüringischen Landtages, MdPV                                                                         | |
| Heinrich Gillessen         | CDU      | Thüringen      | MdL Thüringen, Landesminister für Handel und Versorgung                                                             | im Spätsommer 1950 Flucht nach Westdeutschland, ein Nachfolger wurde nicht mehr gewählt                                  |
| Arnold Gohr                | CDU      | Berlin         | stellvertr. OB von Ostberlin und Stadtrat, Mitglied des CDU-Hauptvorstandes, MdPV                                   | |
| Friedrich Wilhelm Heilmann | SED      | Thüringen      | MdL Thüringen | |
| Werner Hering              | LDPD     | Sachsen        | Leiter des Statistischen Landesamtes in Dresden                                                                     | als Nachfolger für Abg. Uhle am 27. April 1950 vom Sächs. Landtag gewählt                                                |
| Hans Jendretzky            | SED      | Berlin         | MdPV | |
| Wilhelm König              | LDPD     | Thüringen      | MdL Thüringen | |
| Olga Körner                | SED      | Sachsen        | MdL Sachsen, Mitglied des Parteivorstandes der SED                                                                  | |
| Hellmut Köster             | CDU      | Sachsen        | MdL Sachsen | |
| Frieda Krüger              | SED      | Berlin         | FDGB-Funktionärin                                                                                                   | |
| Richard Kunisch            | CDU      | Sachsen-Anhalt | Landesminister für Finanzen                                                                                         | 4. Februar 1950 Flucht nach Westberlin, Mandatslöschung am 10. Februar 1950                                              |
| Arno von Lenski            | NDPD     | Berlin         | | |
| Margarete Langner          | SED      | Brandenburg    | MdL Brandenburg | |
| Reinhold Lobedanz          | CDU      | Mecklenburg    | MdL Mecklenburg, MdPV                                                                                               | |
| Otto Meier                 | SED      | Brandenburg    | Präsident des Landtages von Brandenburg, Mitglied des Parteivorstandes der SED                                      | |
| Carl Moltmann              | SED      | Mecklenburg    | Präsident des Landtages von Mecklenburg, Mitglied des Parteivorstandes der SED                                      | |
| Carl Mühlmann              | LDPD     | Brandenburg    | MdL Brandenburg, stellvertr. OB von Potsdam                                                                         | |
| Hans Müller                | SDA      | Berlin         | Vorsitzender der SDA, MdPV                                                                                          | Mandatsniederlegung am 24. Januar 1950                                                                                   |
| Hans Müller-Bernhardt      | LDPD     | Sachsen        | MdL Sachsen | im Sommer 1950 Mandatsniederlegung                                                                                       |
| Robert Neddermeyer         | VdgB     | Brandenburg    | MdL Brandenburg | Hospitant der SED-Fraktion                                                                                               |
| Wilhelm Rexrodt            | LDPD     | Sachsen-Anhalt | stellvertr. LDPD-Landesvorsitzender                                                                                 | |
| Gerhard Rohner             | CDU      | Sachsen        | Landesminister für Finanzen, MdL Sachsen, MdPV                                                                      | Mandatsniederlegung am 10. Februar 1950, Flucht nach Westdeutschland                                                     |
| Frank Schleusener          | CDU      | Brandenburg    | MdL Brandenburg | am 28. Februar 1950 Bekanntgabe der Mandatsniederlegung, am 29. März 1950 Verhaftung, am 3. April in der Haft verstorben |
| Arthur Schliebs            | SED      | Sachsen        | MdL Sachsen | |
| Reinhold Schwarz           | LDP      | Berlin         | 1. Landesvorsitzender der LDP in Berlin                                                                             | |
| Kurt Schwarze              | LDPD     | Sachsen-Anhalt | MdL Sachsen-Anhalt, MdPV                                                                                            | |
| Friedrich Paul Selbmann    | LDPD     | Sachsen        | MdL Sachsen | ab 10. August 1950 Nachfolger für Abg. Müller-Bernhardt                                                                  |
| Frida Stolzenbach          | CDU      | Sachsen-Anhalt | | Nachfolgerin für den Abg. Kunisch                                                                                        |
| Max Suhrbier               | LDPD     | Mecklenburg    | Landesminister für Finanzen, MdL Mecklenburg                                                                        | |
| Reinhard Uhle              | LDPD     | Sachsen        | Landesminister für Land- und Forstwirtschaft, MdL Sachsen                                                           | im März 1950 Flucht in den Westen                                                                                        |
| Carl Ulbricht              | CDU      | Sachsen        | Landesminister für Finanzen                                                                                         | Nachfolger für Gerhard Rohner                                                                                            |
| Brunislaus Warnke          | CDU      | Sachsen-Anhalt | MdL Sachsen-Anhalt                                                                                                  | im Frühjahr 1950 Flucht nach Westdeutschland                                                                             |
| Otto Weber                 | SED      | Sachsen-Anhalt | Ministerialrat der Provinzialregierung Sachsen-Anhalt                                                               | |
| Max Weitz                  | SED      | Sachsen        | Landrat von Hoyerswerda                                                                                             | |
| Adam Wolfram               | SED      | Sachsen-Anhalt | Präsident des Landtages von Sachsen-Anhalt, MdPV                                                                    | |
| Johannes Zetzschke         | LDPD     | Sachsen        | MdL Sachsen, stellvertr. OB von Riesa                                                                               | Nachfolger für Abg. Dierlamm                                                                                             |